# Gurtmesser

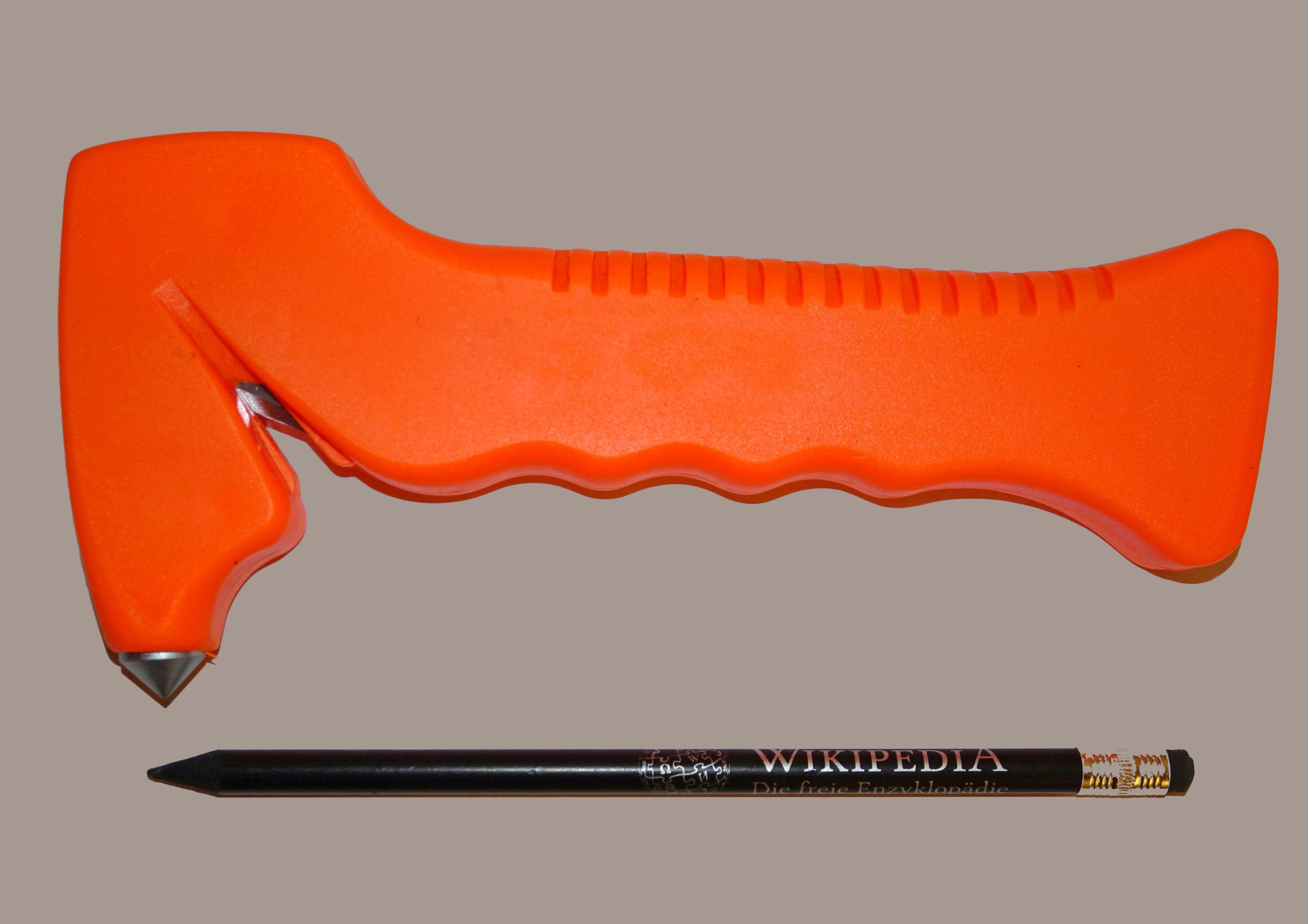
Gurtmesser, kombiniert mit einem Nothammer. Zum Größenvergleich ein Bleistift.

Das Gurtmesser ist ein Werkzeug mit einer Klinge, das der schnellen und ungefährlichen Befreiung von Personen aus einem Sicherheitsgurt dient.
Es existieren Empfehlungen an Autofahrer, Nothammer und Gurtmesser mitzuführen, um im Falle eines Straßenverkehrsunfalls sich selbst oder andere schnell befreien zu können. Das Gurtmesser wird auch bei der Feuerwehr im Bereich der Technischen Hilfeleistung und beim Fallschirmspringen eingesetzt.

## Typen
Es werden verschiedene Typen von Gurtmessern verwendet. Ein älterer Typ ähnelt im Aussehen einem herkömmlichen Küchenmesser, jedoch befindet sich an der Spitze des Messers ein Kunststoffaufsatz, wodurch Stichverletzungen vermieden werden sollen.
Modernere Gurtmesser sind Klingen, die komplett in ein Kunststoffgehäuse eingebettet sind. Dieses Gehäuse verfügt über einen Schlitz, in den der Gurt eingeführt und dabei durchgeschnitten wird. Auch Kombinationen mit einem Nothammer sind im Handel. Es gibt auch Rettungsmesser, in die ein Gurtmesser integriert ist.